# Abedin Shehu
Abedin Shehu (nevének ejtése abɛdin ʃɛhu; Bicaj, 1918. január 2. – Tirana, 1988) albán kommunista politikus, gazdasági vezető, közgazdász. 1948-tól 1950-ig Albánia közmunkaügyi, 1949-től 1950-ig ipari minisztere volt. 1950-ben kizárták a pártból, megfosztották politikai tisztségeitől, de különböző állami vállalatok vezetőjeként dolgozhatott tovább.

## Életútja
Az északkelet-albániai Bicajban született, 1931-től 1939-ig egy shkodrai gimnázium diákja volt. 1939–1940-ben tanári képesítést szerzett az elbasani Tanítóképezdében, majd 1940 augusztusában szűkebb pátriájában, Selishta egyik iskolájában helyezkedett el tanítóként. Nem sok időt töltött azonban a tanintézetben, még 1940-ben kiegészítő képzésre küldték Olaszországba, amit 1941-ben el is végzett. Ezt követően azonban belépett az olasz hadseregbe, és 1941. április 1-jétől 1942. április 30-áig hadnagyi rangban teljesített szolgálatot Szardínián.
Leszerelését követően hazatért, és Ramadan Çitaku ösztönzésére belépett az előző évben alapított Albán Kommunista Pártba. 1942 júniusától katonai tapasztalatait hasznosítva Dibra vidékén és Elbasan környékén partizánként harcolt az Albániába 1939-ben bevonult olasz megszállók ellen, 1943 áprilisától pedig a Luma völgyében folytatta a fegyveres küzdelmet. 1944. október 1-jén kinevezték a 24. partizánbrigád parancsnokává, alakulatát a november 28-ai felszabadulásig vezette.
1944-től 1946-ig a kommunista párt kukësi szervezetének politikai titkára, 1946. március 1-jétől június 30-áig a miniszterelnökségen működő káderosztály igazgatója volt. 1946. július 1-jén Spiro Koleka közmunkaügyi tárcavezető mellé nevezték ki miniszterhelyettesnek, majd 1948. november 23-án Kolekát felváltva Albánia közmunkaügyi minisztere lett, 1949. október 29-étől pedig ezzel párhuzamosan az ipari minisztériumot is vezette. Ezekben az években 1946-tól 1950-ig tagja volt az albán nemzetgyűlésnek, 1948-tól 1950-ig pedig az állampárt központi bizottságának is.
Az 1950 februárjában sorra került pártkongresszuson Shehut és Njazi Islami távközlési miniszterhelyettest azzal vádolták meg, hogy „térdre borultak a burzsoázia előtt”, majd Shehut kizárták a pártból és 1950. március 8-án megfosztották politikai tisztségeitől. Shehu kizárását követően 1954-ig a durrësi gumigyár igazgatója volt, 1954 márciusától júliusig pedig az elbasani Nako Spiru Faipari Kombinát igazgatóhelyettesi feladatait látta el. 1954–1955-ben a tiranai December 21-e Építőipari Vállalat igazgatóhelyettese volt, majd egy rövid átmeneti időszakot követően – 1955 augusztusától decemberéig árureferensként dolgozott – 1956-tól a tiranai út- és hídépítő vállalatban alkalmazták. Miután 1959-ben levelező tagozaton lediplomázott a Tiranai Egyetem közgazdaság-tudományi karán, munkahelyén közgazdásszá lépett elő. Időközben 1965-ben ismét beléphetett a pártba, de politikai feladatokat ezt követően már nem bíztak rá. 1966-ban otthagyta állását, és visszatért a December 21-éhez, ahol újabb négy évet töltött el igazgatóhelyettesként. 1970-től 1975-ig a Tiranai Építőanyag Vállalat vezérigazgatója volt.